# Polimeryzacja stopniowa
Polimeryzacja stopniowa zwana też sekwencyjną lub polikondensacją – rodzaj reakcji polimeryzacji, która charakteryzuje się stopniowym wzrostem stopnia polimeryzacji w trakcie jej postępu, w odróżnieniu od polimeryzacji łańcuchowej, w której wzrost stopnia polimeryzacji nie jest bezpośrednio zależny od postępu reakcji.

## Podstawowe zasady zachodzenia reakcji
Polimeryzacja stopniowa zachodzi zawsze na skutek bezpośredniej reakcji grup funkcyjnych występujących w monomerach, których mechanizm nie różni się niczym szczególnym od analogicznych reakcji prowadzących do otrzymania związków niskocząsteczkowych.
Polimeryzacja stopniowa może być realizowana z użyciem dwóch rodzajów monomerów:
- typu A-X-B – tzn. takich, w których w jednej cząsteczce (monomerze) występują co najmniej dwie reagujące z sobą grupy funkcyjne A i B (tzw. heteropolikondensacja):

nA-X-B → [-X-]n + nA-B
gdzie A-B oznacza produkt uboczny (jeśli reakcja przebiega z jego wydzieleniem)
- typu A-X-A i B-Y-B – w których cząsteczkach występuje tylko jeden rodzaj grup funkcyjnych (tzw. homopolimeryzacja):

nA-X-A + nB-Y-B → [-X-Y-]n + 2nAB
gdzie A-B oznacza produkt uboczny (jeśli reakcja przebiega z jego wydzieleniem), natomiast fragment X może być różny, lub taki sam jak Y
Dla uproszczenia zapisów poniżej pominięto fragmenty (rdzenie) X i Y cząsteczki i zostawiono tylko grupy A i B, chociaż w rzeczywistości grupy funkcyjne A i B po polimeryzacji muszą mieć inną strukturę chemiczną lub są odszczepiane w postaci produktu ubocznego.
Reakcja zachodzi wszędzie tam gdzie zderzą się z sobą dwie odpowiednie grupy funkcyjne. W pierwszym akcie reakcji powstają zawsze najpierw dimery:
A-B + A-B → A-B-A-B – dimer
które następnie mogą przereagować albo z kolejnym monomerem, albo równie dobrze same z sobą:
A-B-A-B + A-B → A-B-A-B-A-B trimer
A-B-A-B + A-B-A-B → A-B-A-B-A-B-A-B tetramer
Zarówno trimer, jak i tetramer mogą z kolei przereagować z monomerem, dimerem, a także same z sobą, a produkty tych reakcji nadal posiadają swobodę reagowania z każdym z wcześniej powstałym związkiem pośrednim, jak i z monomerem i samym sobą.
Można więc powiedzieć, że polimeryzacja stopniowa jest nieskończonym ciągiem reakcji następczych, w których wszystkie wcześniejsze produkty mogą ponownie z sobą reagować.

### Stopień polimeryzacji a stopień przereagowania grup końcowych
Reakcja polimeryzacji stopniowej ma charakter całkowicie statystyczny. Reaktywność grup końcowych jest zazwyczaj jednakowa niezależnie od tego czy występują one w monomerze, dimerze, trimerze czy bardzo długim polimerze. Obliczenia statystyczne pokazują jednak, że w układzie reakcji wraz z jej postępem najpierw znikają monomery i pojawiają się dimery. Następnie zanikają dimery i zaczynają pojawiać się tetramery i trimery. Ogólnie – im większy postęp reakcji, tym stopień polimeryzacji wzrasta.
Teoretycznie proces ten może trwać aż do momentu, gdy wszystkie grupy funkcyjne przereagują z sobą i powstanie jedna wielka cząsteczka polimeru, w skład której wejdą wszystkie dostępne monomery. Praktycznie jednak jest to niewykonalne lub wymagałoby bardzo długiego czasu ze względu na to, że wraz z postępem reakcji coraz bardziej maleje stężenie grup funkcyjnych w układzie i prawdopodobieństwo ich zderzenia się radykalnie maleje.
Zgodnie z równaniem Carothersa:
{\displaystyle I={\frac {1}{1-p}},}
gdzie {\displaystyle I} to stopień polimeryzacji, a {\displaystyle p} stopień przereagowania grup funkcyjnych,
uzyskanie nawet dość niewielkiego stopnia polimeryzacji wymaga osiągnięcia bardzo wysokiego stopnia przereagowania. Na przykład przy 98% przereagowaniu stopień polimeryzacji wynosi zaledwie 50. Aby osiągnąć stopień polimeryzacji rzędu 1000 potrzeba osiągnąć stopień przereagowania 99,9%, przy 99,99% przereagowania stopień polimeryzacji wynosi dopiero 10000.
W przypadku polimerów syntetycznych duży stopień polimeryzacji ma kluczowe znaczenie dla własności użytkowych tworzyw sztucznych opartych na tych polimerach, zaś osiągnięcie bardzo wysokiego stopnia przereagowania jest bardzo trudne technicznie. Tego rodzaju problemy nie występują w przypadku polimeryzacji łańcuchowej i dlatego w przemyśle preferuje się stosowanie polimeryzacji łańcuchowej zamiast stopniowej, o ile to tylko jest możliwe.

### Rodzaje polimeryzacji stopniowej
Istnieją dwa podstawowe rodzaje polimeryzacji stopniowej:
- polikondensacja – w której oprócz polimeru powstają też znaczne ilości niskocząsteczkowego produktu ubocznego;
- poliaddycja – w której grupy funkcyjne reagują z sobą czysto bez generowania produktu ubocznego.

### Porównanie polimeryzacji stopniowej i łańcuchowej
- W stopniowej następuje wykładniczy wzrost stopnia polimeryzacji wraz z jej postępem – na początku jest bardzo niski, a pod koniec wysoki.
- W łańcuchowej wzrost stopnia polimeryzacji następuje niemal błyskawicznie już na wczesnym etapie reakcji i pozostaje w miarę stały w trakcie jej trwania.
- W stopniowej, aby osiągnąć wysoki stopień polimeryzacji, konieczne jest osiągnięcie bardzo wysokiego stopnia przereagowania.
- W łańcuchowej można otrzymać długie polimery już przy niewielkich stopniach konwersji monomeru.

### Polimery produkowane w reakcjach stopniowych
- poliamidy – polikondensacja
- poliuretany – poliaddycja
- poliestry – polikondensacja
- polisiloksany – polikondensacja
- poliolefiny – niektóre rodzaje – w reakcji poliaddycji Dielsa-Aldera.